# Pseudalectrias tarasovi
Pseudalectrias tarasovi és una espècie de peix de la família dels estiquèids i l'única del gènere Pseudalectrias.

## Descripció
- Fa 14 cm de llargària màxima.[8][9]

## Hàbitat i distribució geogràfica
És un peix marí, demersal (fins als 20 m de fondària) i de clima polar, el qual viu al Pacífic nord-occidental: des del sud de Hokkaido, el sud de les illes Kurils, l'estret de Tatària i la badia de Pere el Gran fins a la badia d'Olga a la costa oriental del krai de Primórie (el mar del Japó).

## Observacions
És inofensiu per als humans.